# Râul Valea Mică, Strei
Râul Valea Mică este un curs de apă, afluent al râului Valea Mare. 

## Hărți
- Harta județului Hunedoara
- Harta Munții Șureanu  Arhivat în 11 mai 2012, la Wayback Machine.